# Serie A1 1998-1999 (pallamano maschile)
La Serie A1 1998-1999 è stata la 30ª edizione del torneo di primo livello del campionato italiano di pallamano maschile.

Esso venne organizzato dalla Federazione Italiana Giuoco Handball.

La competizione è iniziata il 12 settembre 1998 e si è conclusa il 13 aprile 1999.

Il torneo fu vinto dalla Pallamano Prato per la 2ª volta nella sua storia.

A retrocedere in serie A2 furono il Teramo Handball e la Pallamano Cologne.

## Formula del torneo

### Stagione regolare
Il campionato si svolse tra 14 squadre che si affrontarono in una fase iniziale con la formula del girone unico all'italiana con partite di andata e ritorno.

Per ogni incontro i punti assegnati in classifica sono così determinati:
- due punti per la squadra che vinca l'incontro;
- un punto per il pareggio;
- zero punti per la squadra che perda l'incontro.

Al termine della stagione regolare si qualificarono per i play off scudetto le squadre classificate dal 1º al 6º posto mentre le squadre classificate dall'11º al 12º posto furono retrocesse in serie A2.

### Play off scudetto
Le squadre classificate dal 1º al 6º posto in serie A1 e al 1º posto nei due gironi della serie A2 alla fine della stagione regolare parteciparono ai play off scudetto che si disputarono con la formula ad eliminazione diretta dagli ottavi di finale in poi, al meglio di due gare su tre.
La squadra 1ª classificata al termine dei play off fu proclamata campione d'Italia.

## Squadre partecipanti
| Città           | Club                          | Palasport               | Sponsor     | Stagione precedente               |
| --------------- | ----------------------------- | ----------------------- | ----------- | --------------------------------- |
| Bologna         | Handball Club Bologna 1969    | PalaSavena              |             | 5ª in Serie A1 1997-1998          |
| Bologna         | SEF Gymmnasium Bologna        | PalaSavena              |             | 10ª in Serie A1 1997-1998         |
| Bressanone (BZ) | Südtiroler Sportverein Brixen | Palasport di Bressanone | Birra Forst | 3ª in Serie A1 1997-1998          |
| Cologne (BS)    | Pallamano Cologne             | Palasport di Cologne    |             | 1ª in Serie A2 - Gir. A 1997-1998 |
| Conversano (BA) | Handball Club Conversano      | Pala San Giacomo        | Telenorba   | 9ª in Serie A1 1997-1998          |
| Enna            | Pallamano Haenna              | Palasport di Enna       |             | 7ª in Serie A1 1997-1998          |
| Messina         | Pallamano Messina             | Palestra Montepiselli   |             | 1ª in Serie A2 - Gir. B 1997-1998 |
| Modena          | Pallamano Modena              | Pala Molza              |             | 4ª in Serie A1 1997-1998          |
| Mordano (BO)    | Unione Sportiva Mordano       | Palasport di Mordano    |             | 11ª in Serie A1 1997-1998         |
| Prato           | Pallamano Prato               | Pala Consiag            | Al.Pi.      | Campione d'Italia                 |
| Rubiera (RE)    | Pallamano Rubiera             | Pala Bursi              | Arag        | 6ª in Serie A1 1997-1998          |
| Siracusa        | Ortigia Siracusa              | Palo Lo Bello           | Agricoop    | 8ª in Serie A1 1997-1998          |
| Teramo          | Teramo Handball               | Pala San Nicolò         |             | 12ª in Serie A1 1997-1998         |
| Trieste         | Pallamano Trieste             | Pala Chiarbola          | Genertel    | 2ª in Serie A1 1997-1998          |

## Stagione Regolare

### Risultati
| Andata  | Andata | 1ª/14ª giornata                | Ritorno | Ritorno |
|         |        |                                |         |         |
| 12 set. | 27-26  | Conversano - Gymnasium Bologna | 25-29   | 19 dic. |
| 12 set. | 23-32  | Mordano - Prato                | 16-31   | 19 dic. |
| 12 set. | 22-26  | Teramo - Bressanone            | 15-33   | 19 dic. |
| 12 set. | 34-20  | Bologna 1969 - Messina         | 21-22   | 19 dic. |
| 12 set. | 21-21  | Enna - Modena                  | 26-25   | 19 dic. |
| 12 set. | 27-16  | Trieste - Siracusa             | 25-14   | 19 dic. |
| 12 set. | 26-21  | Rubiera - Cologne              | 21-31   | 19 dic. |

| Andata  | Andata | 2ª/15ª giornata             | Ritorno | Ritorno |
|         |        |                             |         |         |
| 16 set. | 20-23  | Modena - Bologna 1969       | 23-22   | 6 gen.  |
| 16 set. | 28-19  | Bressanone - Mordano        | 19-19   | 6 gen.  |
| 16 set. | 23-24  | Gymnasiun Bologna - Rubiera | 25-26   | 6 gen.  |
| 16 set. | 36-19  | Prato - Teramo              | 28-18   | 6 gen.  |
| 16 set. | 18-26  | Cologne - Trieste           | 18-26   | 6 gen.  |
| 16 set. | 19-18  | Siracusa - Enna             | 24-26   | 6 gen.  |
| 16 set. | 27-24  | Messina - Conversano        | 19-19   | 6 gen.  |

| Andata  | Andata | 3ª/16ª giornata           | Ritorno | Ritorno |
|         |        |                           |         |         |
| 19 set. | 21-18  | Conversano - Bressanone   | 16-32   | 9 gen.  |
| 19 set. | 23-33  | Gymnasium Bologna - Prato | 25-34   | 9 gen.  |
| 19 set. | 34-22  | Trieste - Bologna 1969    | 27-24   | 9 gen.  |
| 19 set. | 27-19  | Enna - Cologne            | 27-27   | 9 gen.  |
| 19 set. | 25-16  | Teramo - Messina          | 18-18   | 9 gen.  |
| 19 set. | 24-23  | Mordano - Siracusa        | 14-22   | 9 gen.  |
| 19 set. | 25-24  | Rubiera - Modena          | 22-20   | 9 gen.  |

| Andata | Andata | 4ª/17ª giornata                | Ritorno | Ritorno |
|        |        |                                |         |         |
| 3 ott. | 36-21  | Prato - Conversano             | 22-23   | 16 gen. |
| 3 ott. | 28-26  | Bressanone - Gymnasium Bologna | 27-23   | 16 gen. |
| 3 ott. | 27-25  | Bologna 1969 - Enna            | 23-33   | 16 gen. |
| 3 ott. | 21-23  | Modena - Trieste               | 18-22   | 16 gen. |
| 3 ott. | 27-28  | Cologne - Teramo               | 23-28   | 16 gen. |
| 3 ott. | 17-18  | Messina - Mordano              | 19-19   | 16 gen. |
| 3 ott. | 24-26  | Siracusa - Rubiera             | 16-24   | 16 gen. |

| Andata  | Andata | 5ª/18ª giornata            | Ritorno | Ritorno |
|         |        |                            |         |         |
| 10 ott. | 19-16  | Bressanone - Prato         | 17-23   | 23 gen. |
| 10 ott. | 27-18  | Trieste - Enna             | 23-22   | 23 gen. |
| 10 ott. | 27-26  | Conversano - Siracusa      | 19-21   | 23 gen. |
| 10 ott. | 22-26  | Gymnasium Bologna - Modena | 23-30   | 23 gen. |
| 10 ott. | 21-19  | Mordano - Cologne          | 26-19   | 23 gen. |
| 10 ott. | 34-14  | Rubiera - Messina          | 19-19   | 23 gen. |
| 10 ott. | 28-27  | Teramo - Bologna 1969      | 22-24   | 23 gen. |

| Andata  | Andata | 6ª/19ª giornata              | Ritorno | Ritorno |
|         |        |                              |         |         |
| 17 ott. | 18-25  | Messina - Prato              | 18-28   | 30 gen. |
| 17 ott. | 20-28  | Cologne - Bressanone         | 17-30   | 30 gen. |
| 17 ott. | 27-23  | Siracusa - Gymnasium Bologna | 20-25   | 30 gen. |
| 17 ott. | 26-17  | Bologna 1969 - Conversano    | 25-28   | 30 gen. |
| 17 ott. | 29-19  | Modena - Mordano             | 25-26   | 30 gen. |
| 17 ott. | 31-23  | Trieste - Teramo             | 25-23   | 30 gen. |
| 17 ott. | 17-21  | Enna - Rubiera               | 19-30   | 30 gen. |

| Andata  | Andata | 7ª/20ª giornata          | Ritorno | Ritorno |
|         |        |                          |         |         |
| 31 ott. | 20-16  | Bressanone - Messina     | 21-18   | 6 feb.  |
| 31 ott. | 29-26  | Prato - Siracusa         | 30-29   | 6 feb.  |
| 31 ott. | 30-22  | Conversano - Cologne     | 28-27   | 6 feb.  |
| 31 ott. | 22-22  | Teramo - Modena          | 23-29   | 6 feb.  |
| 31 ott. | 20-22  | Rubiera - Trieste        | 18-19   | 6 feb.  |
| 31 ott. | 26-20  | Mordano - Bologna 1969   | 22-26   | 6 feb.  |
| 31 ott. | 25-24  | Gymnasium Bologna - Enna | 30-34   | 6 feb.  |

| Andata | Andata | 8ª/21ª giornata             | Ritorno | Ritorno |
|        |        |                             |         |         |
| 7 nov. | 23-23  | Messina - Gymnasium Bologna | 20-25   | 13 feb. |
| 7 nov. | 25-21  | Modena - Bressanone         | 22-30   | 13 feb. |
| 7 nov. | 29-33  | Cologne - Prato             | 17-37   | 13 feb. |
| 7 nov. | 28-22  | Trieste - Conversano        | 21-21   | 13 feb. |
| 7 nov. | 23-22  | Siracusa - Teramo           | 19-19   | 13 feb. |
| 7 nov. | 26-28  | Bologna 1969 - Rubiera      | 27-29   | 13 feb. |
| 7 nov. | 33-26  | Enna - Mordano              | 24-23   | 13 feb. |

| Andata  | Andata | 9ª/22ª giornata                  | Ritorno | Ritorno |
|         |        |                                  |         |         |
| 14 nov. | 21-21  | Messina - Cologne                | 23-20   | 20 feb. |
| 14 nov. | 24-30  | Teramo - Rubiera                 | 21-26   | 20 feb. |
| 14 nov. | 28-20  | Bressanone - Siracusa            | 18-14   | 20 feb. |
| 14 nov. | 30-22  | Prato - Modena                   | 25-20   | 20 feb. |
| 14 nov. | 25-24  | Conversano - Enna                | 24-27   | 20 feb. |
| 14 nov. | 23-26  | Mordano - Trieste                | 27-32   | 20 feb. |
| 14 nov. | 24-26  | Gymnasium Bologna - Bologna 1969 | 24-22   | 20 feb. |

| Andata  | Andata | 10ª/23ª giornata            | Ritorno | Ritorno |
|         |        |                             |         |         |
| 21 nov. | 18-18  | Siracusa - Messina          | 21-22   | 27 feb. |
| 21 nov. | 32-16  | Rubiera - Mordano           | 34-25   | 27 feb. |
| 21 nov. | 16-25  | Bologna 1969 - Bressanone   | 18-23   | 27 feb. |
| 21 nov. | 26-25  | Trieste - Prato             | 16-24   | 27 feb. |
| 21 nov. | 26-22  | Modena - Conversano         | 30-21   | 27 feb. |
| 21 nov. | 23-28  | Cologne - Gymnasium Bologna | 21-33   | 27 feb. |
| 21 nov. | 28-26  | Enna - Teramo               | 30-30   | 27 feb. |

| Andata | Andata | 11ª/24ª giornata            | Ritorno | Ritorno |
|        |        |                             |         |         |
| 5 dic. | 31-28  | Teramo - Mordano            | 18-18   | 6 mar.  |
| 5 dic. | 17-16  | Siracusa - Cologne          | 29-20   | 6 mar.  |
| 5 dic. | 18-14  | Messina - Modena            | 21-21   | 6 mar.  |
| 5 dic. | 22-24  | Conversano - Rubiera        | 22-30   | 6 mar.  |
| 5 dic. | 23-23  | Bressanone - Enna           | 31-21   | 6 mar.  |
| 5 dic. | 27-21  | Prato - Bologna 1969        | 29-27   | 6 mar.  |
| 5 dic. | 27-28  | Gymnasium Bologna - Trieste | 26-27   | 6 mar.  |

| Andata | Andata | 12ª/25ª giornata            | Ritorno | Ritorno |
|        |        |                             |         |         |
| 8 dic. | 27-24  | Teramo - Conversano         | 26-27   | 10 mar. |
| 8 dic. | 27-17  | Modena - Cologne            | 26-26   | 10 mar. |
| 8 dic. | 34-26  | Mordano - Gymnasium Bologna | 22-28   | 10 mar. |
| 8 dic. | 23-24  | Rubiera - Prato             | 22-31   | 10 mar. |
| 8 dic. | 27-18  | Bologna 1969 - Siracusa     | 13-13   | 10 mar. |
| 8 dic. | 23-19  | Enna - Messina              | 21-26   | 10 mar. |
| 8 dic. | 19-18  | Trieste - Bressanone        | 15-18   | 10 mar. |

| \| Andata \| Andata \| 13ª/26ª giornata \| Ritorno \| Ritorno \| \| \| \| \| \| \| \| 12 dic. \| 22-22 \| Conversano - Mordano \| 20-30 \| 13 mar. \| \| 12 dic. \| 18-18 \| Siracusa - Modena \| 17-22 \| 13 mar. \| \| 12 dic. \| 23-19 \| Bressanone - Rubiera \| 17-17 \| 13 mar. \| \| 12 dic. \| 35-22 \| Gymnasium Bologna - Teramo \| 19-30 \| 13 mar. \| \| 12 dic. \| 20-30 \| Cologne - Bologna 1969 \| 19-30 \| 13 mar. \| \| 12 dic. \| 11-20 \| Messina - Trieste \| 21-23 \| 13 mar. \| \| 12 dic. \| 32-22 \| Prato - Enna \| 31-18 \| 13 mar. \| |        |                            |         |         |
| Andata | Andata | 13ª/26ª giornata           | Ritorno | Ritorno |
| |        |                            |         |         |
| 12 dic. | 22-22  | Conversano - Mordano       | 20-30   | 13 mar. |
| 12 dic. | 18-18  | Siracusa - Modena          | 17-22   | 13 mar. |
| 12 dic. | 23-19  | Bressanone - Rubiera       | 17-17   | 13 mar. |
| 12 dic. | 35-22  | Gymnasium Bologna - Teramo | 19-30   | 13 mar. |
| 12 dic. | 20-30  | Cologne - Bologna 1969     | 19-30   | 13 mar. |
| 12 dic. | 11-20  | Messina - Trieste          | 21-23   | 13 mar. |
| 12 dic. | 32-22  | Prato - Enna               | 31-18   | 13 mar. |

### Classifica
|  | Pos. | Squadra           | Pt | G  | V  | N | S  | GF  | GS  | D    | Note                                         |
|  | ---- | ----------------- | -- | -- | -- | - | -- | --- | --- | ---- | -------------------------------------------- |
|  | 1.   | Prato             | 46 | 26 | 23 | 0 | 3  | 751 | 558 | +193 | Qualificato alla Champions League 1999-2000  |
|  | 2.   | Trieste           | 46 | 26 | 22 | 2 | 2  | 638 | 539 | +99  | Qualificato alla Coppa delle Coppe 1999-2000 |
|  | 3.   | Brixen            | 41 | 26 | 19 | 3 | 4  | 621 | 500 | +121 | Qualificato alla City Cup 1999-2000          |
|  | 4.   | Rubiera           | 40 | 26 | 19 | 2 | 5  | 660 | 562 | +98  | Qualificato alla EHF Cup 1999-2000           |
|  | 5.   | Haenna            | 25 | 26 | 10 | 5 | 11 | 632 | 657 | -250 |                                              |
|  | 6.   | Modena            | 24 | 26 | 9  | 6 | 11 | 606 | 586 | +20  |                                              |
|  | 7.   | Bologna 1969      | 21 | 26 | 10 | 1 | 15 | 635 | 635 | 0    |                                              |
|  | 8.   | Conversano        | 21 | 26 | 9  | 3 | 14 | 597 | 671 | -74  |                                              |
|  | 9.   | Mordano           | 20 | 26 | 8  | 4 | 14 | 586 | 655 | -69  |                                              |
|  | 10.  | Messina           | 20 | 26 | 6  | 8 | 12 | 504 | 575 | -71  |                                              |
|  | 11.  | Ortigia           | 19 | 26 | 8  | 3 | 15 | 543 | 587 | -44  |                                              |
|  | 12.  | Gymnasium Bologna | 19 | 26 | 9  | 1 | 16 | 665 | 683 | -18  |                                              |
|  | 13.  | Teramo            | 19 | 26 | 7  | 5 | 14 | 610 | 671 | -71  | Retrocesso in Serie A2 1999-2000             |
|  | 14.  | Cologne           | 3  | 26 | 0  | 3 | 23 | 547 | 716 | -169 | Retrocesso in Serie A2 1999-2000             |

## Play off scudetto

### Tabellone principale
|  | Quarti di finale | Quarti di finale | Quarti di finale | Quarti di finale | Quarti di finale |  |  | Semifinali | Semifinali | Semifinali | Semifinali | Semifinali |    |    | Finale | Finale | Finale | Finale | Finale |  |
|  |                  |                  |                  |                  |                  |  |  |            |            |            |            |            |    |    |        |        |        |        |        |  |
|  | 1                | Prato            | Prato            | 27               | 25               |  |  |            |            |            |            |            |    |    |        |        |        |        |        |  |
|  | 1A2A             | Black Devils     | Black Devils     | 21               | 25               |  |  | 1          | Prato      | Prato      | 31         | 20         |    |    |        |        |        |        |        |  |
|  | 4                | Rubiera          | Rubiera          | 25               | 32               |  |  | 4          | Rubiera    | Rubiera    | 22         | 20         |    |    |        |        |        |        |        |  |
|  | 5                | Haenna           | Haenna           | 21               | 25               |  |  |            |            |            |            |            |    |    | 1      | Prato  | 27     | 22     | 22     |  |
|  | 2                | Trieste          | Trieste          | 33               | 32               |  |  |            |            | 2          | Trieste    | 21         | 23 | 16 |        |        |        |        |        |  |
|  | 1A2B             | Junior Fasano    | Junior Fasano    | 17               | 19               |  |  | 2          | Trieste    | 21         | 20         | 19         |    |    |        |        |        |        |        |  |
|  | 3                | Brixen           | Brixen           | 18               | 28               |  |  | 3          | Brixen     | 18         | 24         | 18         |    |    |        |        |        |        |        |  |
|  | 6                | Modena           | Modena           | 20               | 24               |  |  |            |            |            |            |            |    |    |        |        |        |        |        |  |

### Risultati

#### Quarti di finale
| Squadra 1     | Squadra 2 | Andata                | Ritorno                   | Totale  |
| ------------- | --------- | --------------------- | ------------------------- | ------- |
| Black Devils  | Prato     | Merano, 17 marzo 1999 | Prato, 20 marzo 1999      | 46 - 52 |
| Black Devils  | Prato     | 21 - 27               | 25 - 25                   | 46 - 52 |
| Haenna        | Rubiera   | Enna, 17 marzo 1999   | Rubiera, 20 marzo 1999    | 46 - 57 |
| Haenna        | Rubiera   | 21 - 25               | 25 - 32                   | 46 - 57 |
| Modena        | Brixen    | Modena, 17 marzo 1999 | Bressanone, 20 marzo 1999 | 44 - 46 |
| Modena        | Brixen    | 20 - 18               | 24 - 28                   | 44 - 46 |
| Junior Fasano | Trieste   | Fasano, 17 marzo 1999 | Trieste, 20 marzo 1999    | 36 - 65 |
| Junior Fasano | Trieste   | 17 - 33               | 19 - 32                   | 36 - 65 |

#### Semifinali
| Squadra 1 | Squadra 2 | Gara 1                 | Gara 2                    | Gara 3                 |
| --------- | --------- | ---------------------- | ------------------------- | ---------------------- |
| Prato     | Rubiera   | Prato, 24 marzo 1999   | Rubiera, 27 marzo 1999    |                        |
| Prato     | Rubiera   | 31 - 22                | 20 - 20                   |                        |
| Trieste   | Brixen    | Trieste, 24 marzo 1999 | Bressanone, 27 marzo 1999 | Trieste, 30 marzo 1999 |
| Trieste   | Brixen    | 21 - 18                | 20 - 24                   | 19 - 18                |

#### Finale Scudetto
| Squadra 1 | Squadra 2 | Gara 1               | Gara 2                  | Gara 3                |
| --------- | --------- | -------------------- | ----------------------- | --------------------- |
| Prato     | Trieste   | Prato, 3 aprile 1999 | Trieste, 10 aprile 1999 | Prato, 13 aprile 1999 |
| Prato     | Trieste   | 27 - 21              | 22 - 23                 | 22 - 16               |

#### Finale 3º/4º posto
| Squadra 1 | Squadra 2 | Andata                 | Ritorno                    | Totale  |
| --------- | --------- | ---------------------- | -------------------------- | ------- |
| Rubiera   | Brixen    | Rubiera, 3 aprile 1999 | Bressanone, 10 aprile 1999 | 45 - 43 |
| Rubiera   | Brixen    | 19 - 19                | 26 - 24                    | 45 - 43 |

## Campioni
| Campione d'Italia 1998-1999 |
| --------------------------- |
| Pallamano Prato 2º titolo   |

### Giocatori
| N° | Naz.                            | Ruolo | Sportivo              | Anno | Alt. | Peso |
| -- | ------------------------------- | ----- | --------------------- | ---- | ---- | ---- |
|    | Italia (bandiera)               | P     | Giuliano Danti        |      |      |      |
|    | Italia (bandiera)               | P     | Massimo Dovere        |      |      |      |
|    | Croazia (bandiera)              | A     | Zeljko Babic          |      |      |      |
|    | Italia (bandiera)               | A     | Ljubo Bosnjak         |      |      |      |
|    | Italia (bandiera)               | A     | Massimilano Gabrielli |      |      |      |
|    | Croazia (bandiera)              | A     | Miran Ognjenovic      |      |      |      |
|    | Italia (bandiera)               | A     | Domenico Pucilli      |      |      |      |
|    | Bosnia ed Erzegovina (bandiera) | T     | Zaim Kobilica         |      |      |      |
|    | Italia (bandiera)               | T     | Maurizio Tabanelli    |      |      |      |
|    | Italia (bandiera)               | C     | Gian Luca Brasini     |      |      |      |
|    | Croazia (bandiera)              | C     | Samir Nezirevic       |      |      |      |
|    | Italia (bandiera)               | PV    | Marcello Fonti        |      |      |      |

### Staff
- 1º Allenatore:  Dario Cavlovic
- 2º Allenatore:

## Classifica marcatori
Di seguito viene riportata la classifica dei primi 5 miglior realizzatori del torneo.
| Pos. | Nazione              | Nome                  | Club       | Reti |
| ---- | -------------------- | --------------------- | ---------- | ---- |
| 1    | Italia (bandiera)    | Marcelo Schmidt-Ricci | Brixen     | 177  |
| 2    | Rep. Ceca (bandiera) | Roman Tancoš          | Conversano | 171  |
| 3    | Italia (bandiera)    | Fabrizio Folli        | Mordano    | 162  |
| 4    | Croazia (bandiera)   | Boris Lisica          | Rubiera    | 161  |
| 5    | Italia (bandiera)    | Diene                 | Teramo     | 160  |